# Radiumhemmet

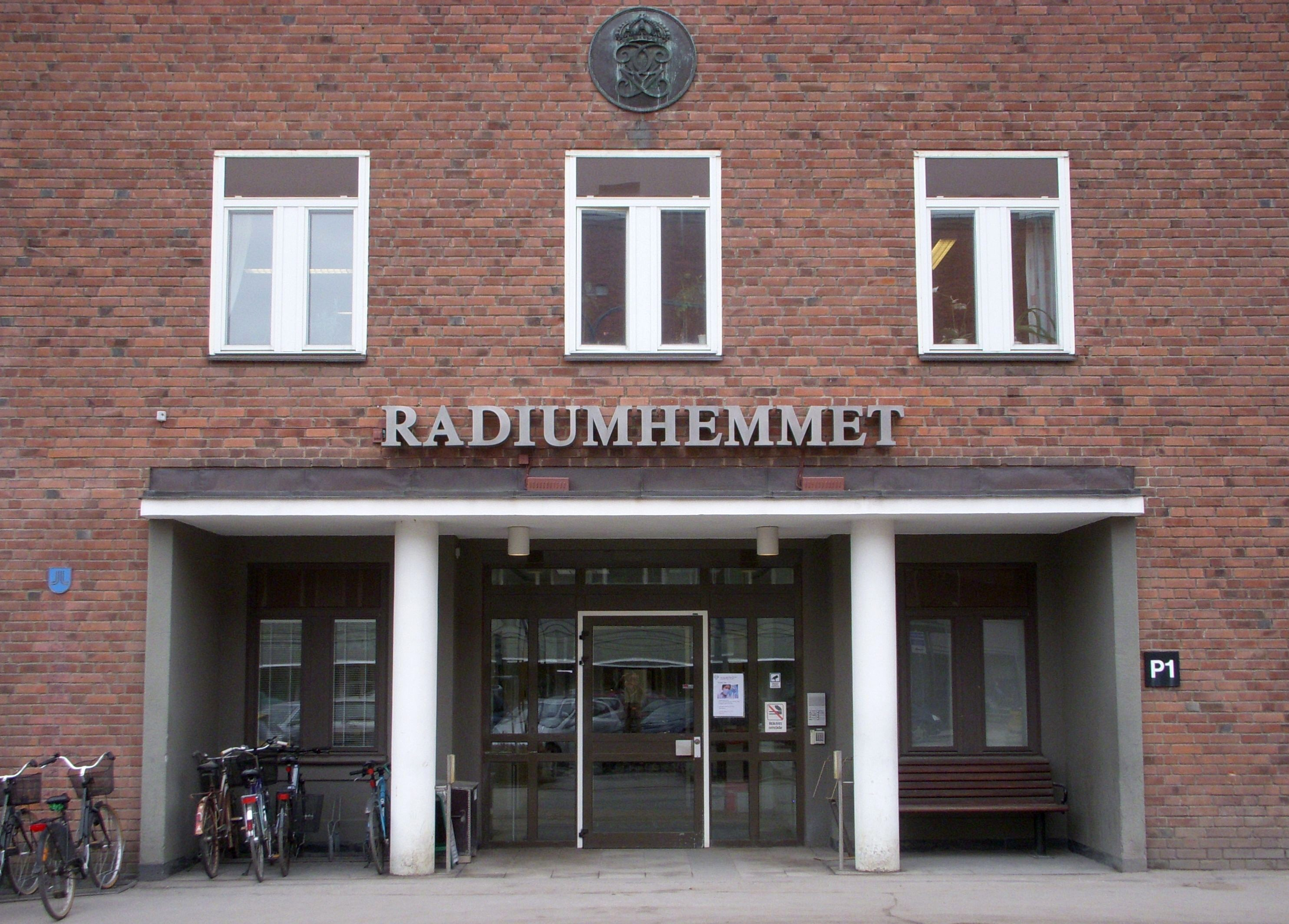
Radiumhemmets huvudentré i april 2010. Ovanför entrén finns en rund bronsplatta med Gustaf V:s krönta namnchiffer.

Radiumhemmet är Sveriges första onkologiska klinik, grundad 1910 i en lägenhet på Kungsholmen. Sedan 1938 är Radiumhemmet en del av Karolinska Universitetssjukhuset i Solna. På Radiumhemmet bedrivs klinisk cancerbehandling som omfattar all icke-kirurgisk cancerbehandling, till exempel strålbehandling och medicinering samt även förebyggande och stödjande arbete.
Radiumhemmets historia är även historien om den tekniska utvecklingen från 1800-talets första behandlingsapparater som arbetade med röntgenstrålning till dagens linjäracceleratorer. Under hela tiden har Sverige även haft en framskjuten ställning inom forskning och sjukvård med hjälp av joniserande strålning för diagnostik och terapi.

## Historik

### Radiumhemmet vid Scheelegatan

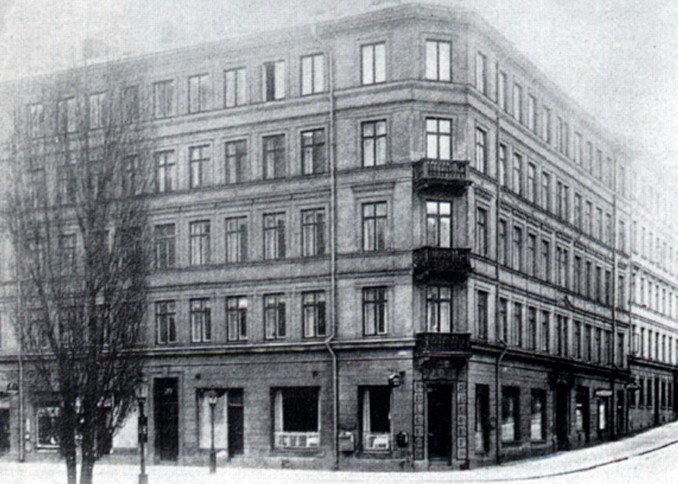
Radiumhemmets lokaler på Scheelegatan 10 (2:a och 4:e våningen) 1910–1916.

Pionjär inom den svenska radiologin var Thor Stenbeck, som 1899 lyckades att genomföra världens första framgångsrika behandling av en hudcancer med hjälp av röntgenstrålning. Assistent vid denna behandling var en ung medicinstudent, Gösta Forssell, som sedermera skulle bygga upp Radiumhemmet.

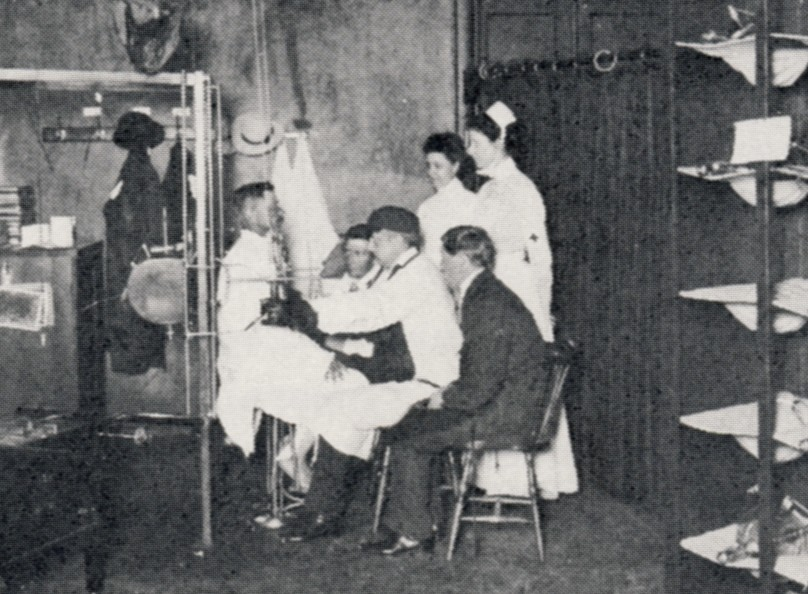
En röntgenundersökning utförs av Gösta Forssell, Scheelegatan, 1911

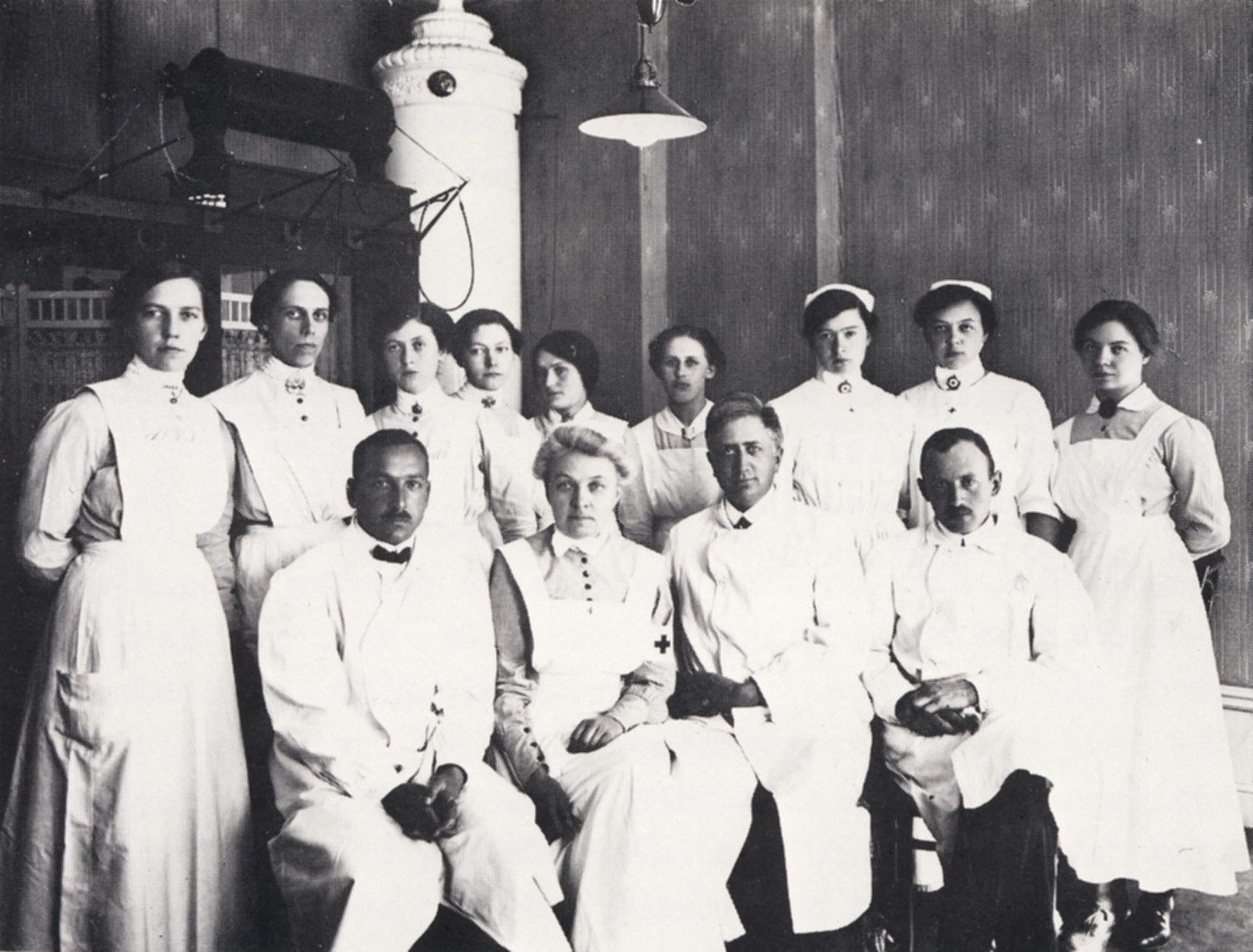
Radiumhemmets vårdpersonal på Scheelegatan. Gösta Forssell är andra från höger tillsammans med Alma Wallengren, 1910-tal.

Som en föregångare till Radiumhemmet upprättades 1908 ett eget röntgeninstitut på Serafimerlasarettet på Kungsholmen av läkaren Gösta Forssell med hjälp av kirurgiprofessorn John Berg. Institutet bestod av två rum på 15 m2 respektive 30 m2. Men redan 1902 fanns ett röntgenlaboratorium för diagnostik vid Sabbatsbergs sjukhus och från 1903 även vid Serafimerlasarettet. Initiativet till utökningen av verksamheten vid Serafen kom från drottning Victoria, som hade fått kännedom om de goda behandlingsresultaten med röntgen och radium i Tyskland av sin mor Louise av Preussen. Verksamheten ökade snabbt men i Serafimerlasarettet fanns inte plats för en ny, större behandlingsavdelning. 
Själva Radiumhemmet kunde öppnas den 1 augusti 1910 i en åttarumslägenhet på andra våningen på Scheelegatan 10 på Kungsholmen, inte långt från Serafimerlasarettet. Man startade alltså i ett vanligt hem, vilket skulle ge patienterna en extra trygghet. Förebild var ”Samariterhaus” i Heidelberg (grundat 1906). Hela verksamheten byggdes upp av Gösta Forssell och hans ”högra hand” syster Alma Wallengren, som var verksam vid Radiumhemmet mellan 1910 och 1927. På ett fotografi från 1910-talet ses hela sjukvårdspersonalen bestående av tio systrar och tre läkare. Längst fram i mitten sitter Gösta Forssell och vid hans högra sida syster Alma Wallengren.
För att använda de vid den tiden alltmer framträdande radiologiska behandlingsmetoderna, framför allt vid så kallade svulstsjukdomar, förfogade man över en röntgenapparat och 120 mg radium. Kliniken kunde ta emot upp till tio inneliggande patienter. Hemmet inrättades och underhölls de första åren helt och hållet genom enskilda donatorer. 
År 1911 övertogs hemmet av Svenska Cancerföreningens Stockholmsavdelning, vars styrelse därefter utövade ledningen av hemmets verksamhet. 1913 tilldelade Stockholms stadsfullmäktige Svenska Cancerföreningens Stockholmsavdelning de då disponibla medlen, 500 000 kronor, ur Forsgrénska fonden till uppförande av en vårdanstalt i Stockholm för "kräftsjuka" (cancersjuka). Därigenom hade möjlighet getts att uppföra en egen byggnad för Radiumhemmet. Enskilda donatorer skänkte under åren närmast därefter närmare en halv miljon kronor, vilket tryggade hemmets framtid. Det blev dock ingen ny byggnad för Radiumhemmet utan renoverade lokaler som var tillgängliga vid Fjällgatan 1915/16.
Efterfrågan efter behandling på hemmet var i kraftigt stigande under de första åren. Under det att 1911 ett antal av 332 patienter behandlades där, hade patientantalet 1914 stigit till 742. Under 1915 hade man 339 inneliggande och 438 polikliniska patienter och gav totalt 5 839 röntgenbehandlingar.

### Radiumhemmet på Fjällgatan

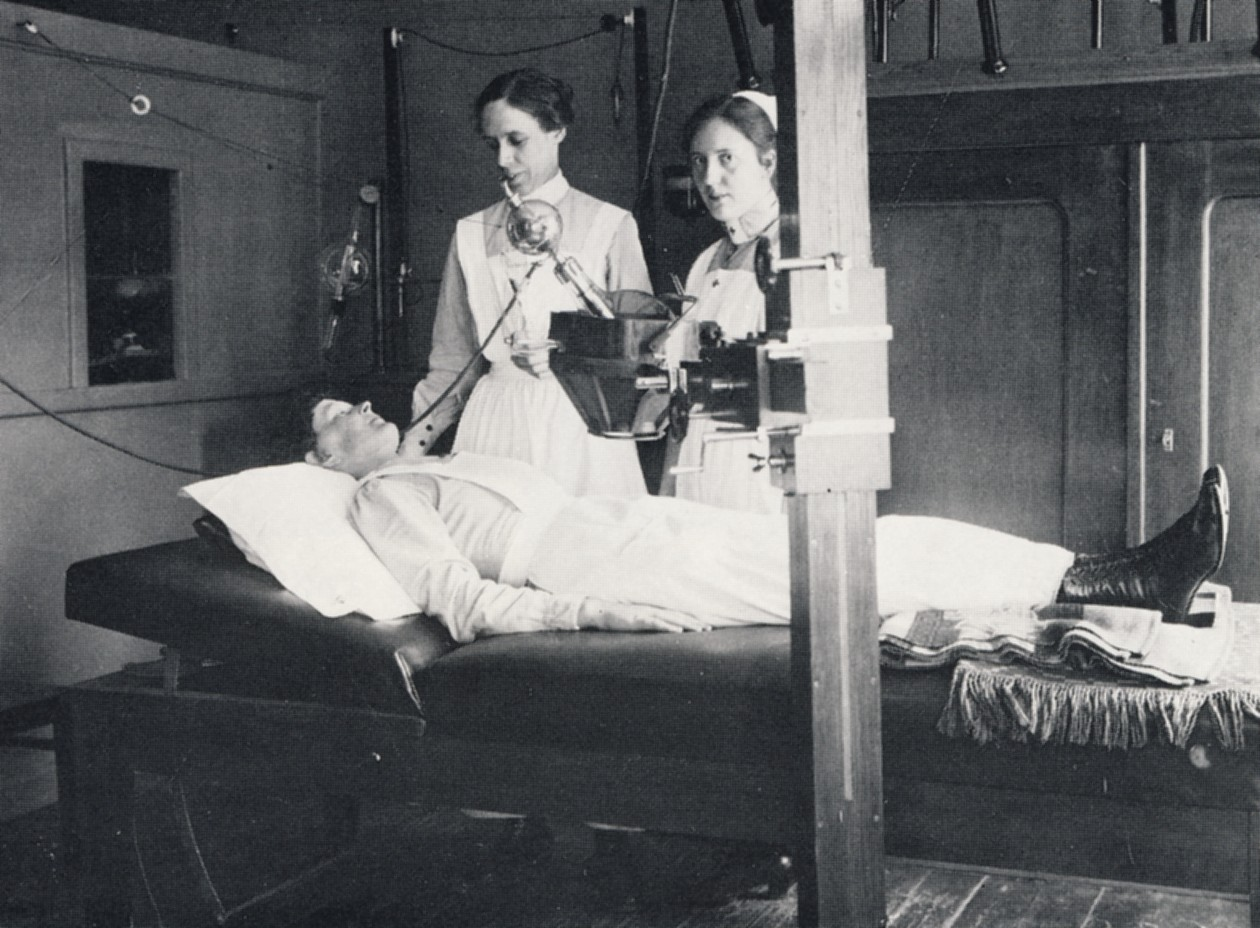
Röntgenbehandling på Radiumhemmet på 1920-talet.

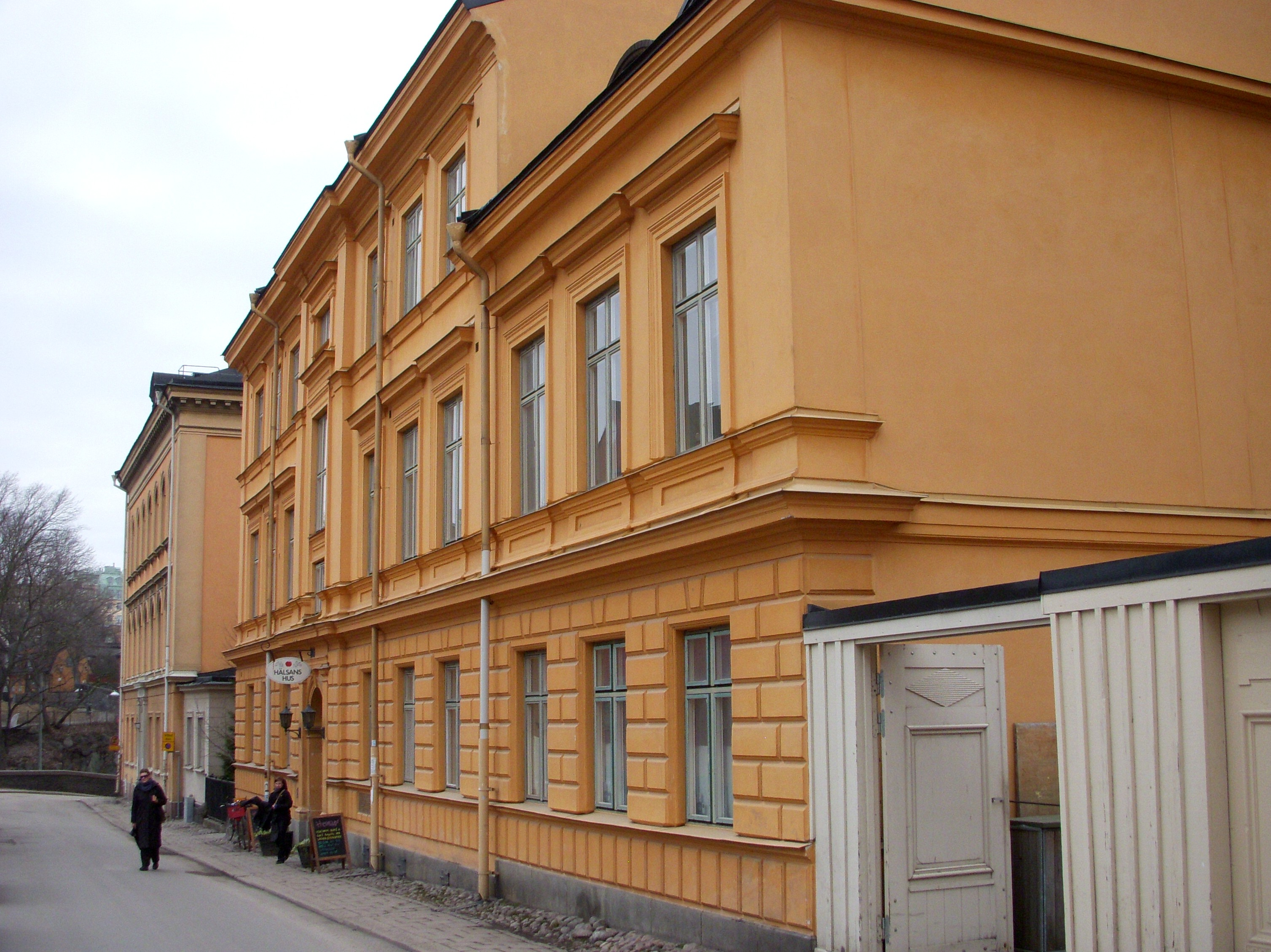
Radiumhemmets förutvarande byggnader på Fjällgatan 23 och 23 A. Verksamheten bedrevs där mellan 1916 och 1938.

I november 1916 flyttade Radiumhemmet till egna, nyrenoverade lokaler på Fjällgatan 23 på Södermalm, som under 1800-talets andra hälft hade uppförts för Schartaus Handelsinstitut (se Stigbergets sjukhus). I de nya lokalerna kunde man nu ha både poliklinisk verksamhet, vårdavdelningar med 34 sängar och rum för strålbehandling. Här fanns behandling med röntgenapparatur och med radium. Dessutom inrättades bostäder för läkare, sjuksköterskor och annan personal. Under de första åren arbetade samtliga läkare på ideell basis, utan lön.
År 1917 delades kliniken i två delar, en allmän klinik med Elis Berven som ledare och en gynekologisk klinik under ledning av James Heyman samt Gösta Forssell som gemensam chef. Den första publikationen skriven av Gösta Forssell kom ut 1909 och man presenterade resultaten internationellt i Paris 1910. Gösta Forssell förblev Radiumhemmet chef fram till 1927. 1920 knöts fysikern Rolf Sievert till Radiumhemmet, som Gösta Forssell hade träffat under en studieresa i USA. 1925 började den medicinska fakulteten ge bidrag till forskning vid hemmet.
År 1923 inrättades en så kallad svulstpatologisk avdelning med Olle Reuterwall som chef. Efter flytten till Radiumhemmets nya anläggningar på Karolinska sjukhuset 1938 blev avdelningens namn Radiopatologiska institutionen, som övertogs 1941 av Karolinska institutet. Förste innehavaren av professuren blev Olle Reuterwall. 1930 hade kliniken sju läkartjänster. Huset vid Fjällgatan 23 blev för litet och i grannhuset Fjällgatan 23A fick man det välbehövliga lokaltillskottet. Under det sista året på Fjällgatan fanns 71 vårdplatser, man tog emot 1 662 inneliggande och 8 792 öppenvårds patienter samt gav 19 804 röntgen- och 8 454 radiumbehandlingar.

### Konung Gustaf V:s Jubileumsfond

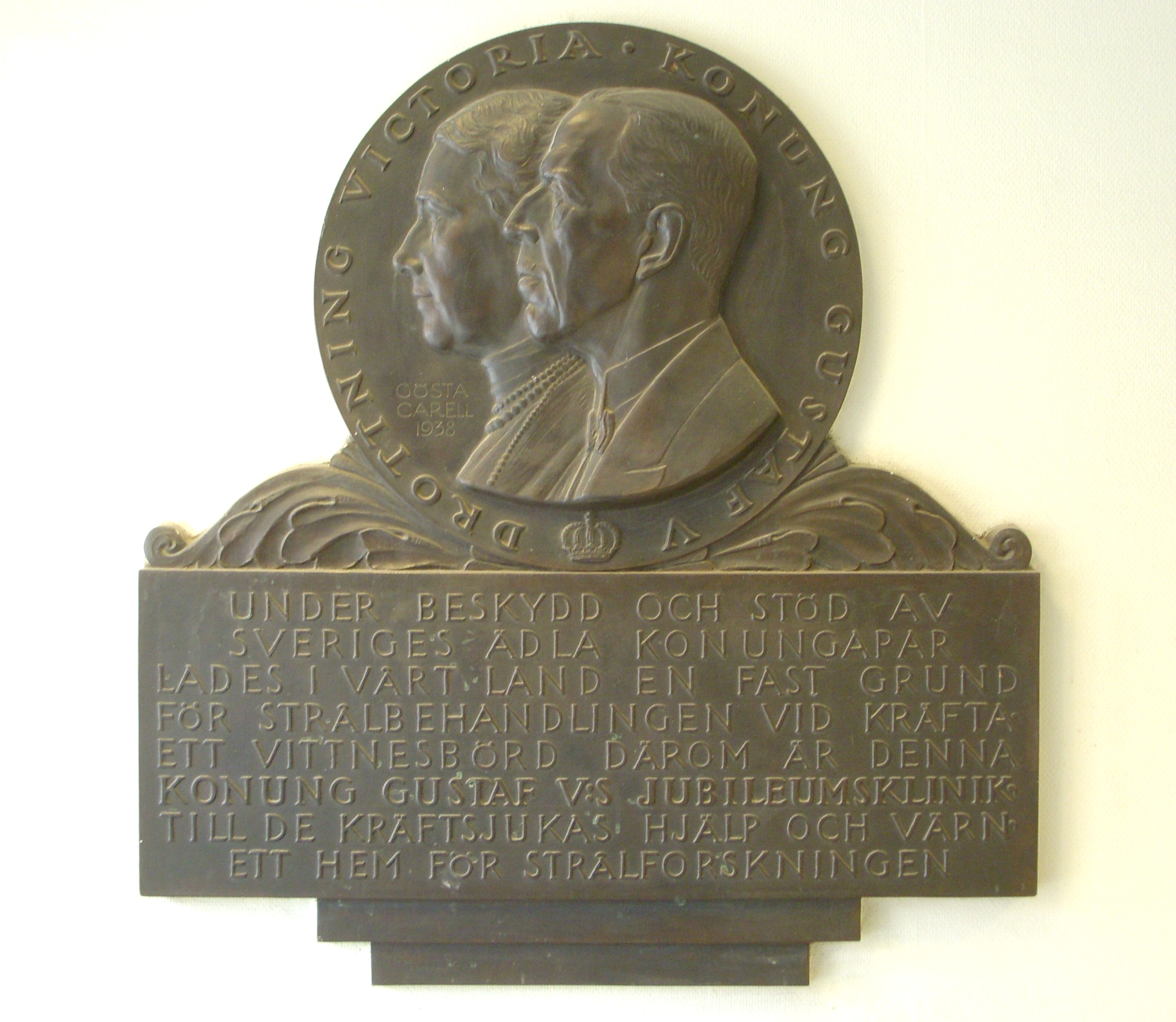
”Jubileumsfondens” minnestavla.

Kungaparet Gustaf V och drottning Victoria var varma anhängare av kampen mot tumörsjukdomar, och för sina tidigare insatser på området blev drottning Victoria 1922 utsedd att vara Cancerföreningens beskyddare.
För att hylla Gustaf V på hans 70-årsdag beslöt några statsråd och riksdagsmän att starta en riksinsamling, vars intäkter konungen fritt kunde förfoga över.  Så snart kungen hade fått kännedom om denna riksinsamling tillkännagav han att medlen skulle användas till ”bekämpande av kräftsjukdomar inom vårt land samt till befrämjande av det vetenskapliga studiet av dessa sjukdomar”.
Insamlingen blev en stor framgång och gav 5 070 789 kronor (motsvarande 119 miljoner kronor år 2009), som överlämnades till Gustaf V i ett silverskrin på hans 70-årsdag den 16 juni 1928. Insamlingens resultat kallades "Konung Gustaf V:s Jubileumsfond". 1929 stod det klart hur "Jubileumsfondens" medel skulle användas.  Det bestämdes att det skulle byggas tre "Jubileumskliniker"; i Stockholm, Göteborg och Lund och medel skulle reserveras för framtida klinik i Norrland (senare lämnade Jubileumsfonden även bidrag till en "Jubileumsklinik" i Umeå). Cirka 25 procent av fondens medel skulle användas för inköp av radium (8 gram) till dessa kliniker. Cancerföreningen i Stockholm blev ombedd att föreslå på vilket sätt de insamlade medlen kunde användas i Stockholm.

### Radiumhemmet vid Karolinska sjukhuset

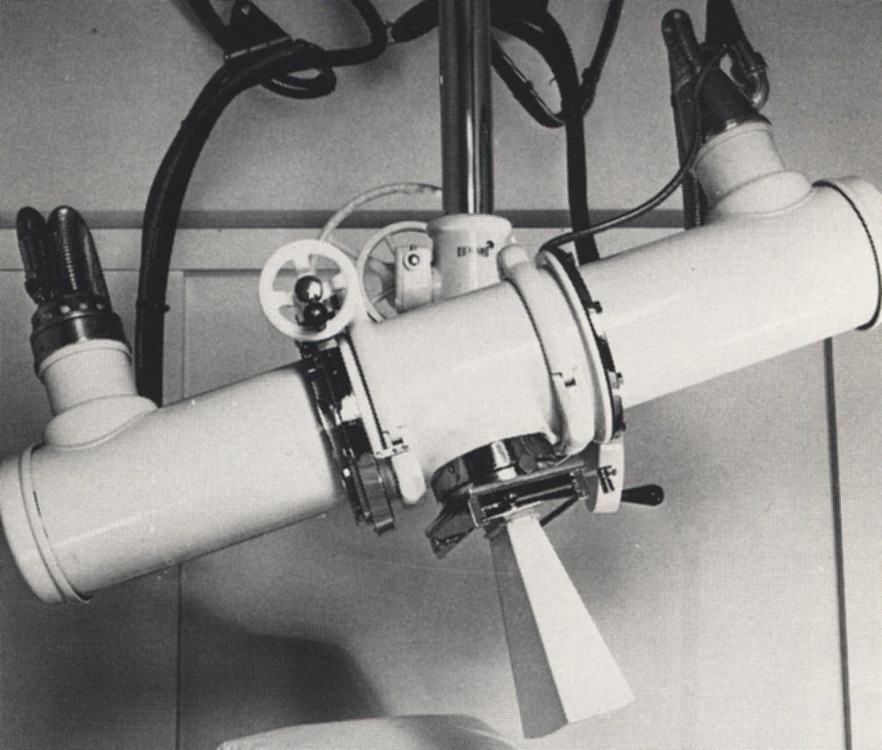
En av Radiumhemmets röntgenapparater, 1938.

Man beslöt att i Stockholm undersöka möjligheten att bygga en ”Jubileumsklinik”, som skulle innefatta nya lokaler för Radiumhemmet och två forskningsavdelningar, radiofysik och radiopatologi, inom den planerade nya universitetskliniken – Karolinska sjukhuset. Man behöll även det inarbetade namnet ”Radiumhemmet” för klinikens behandlings- och vårdenhet. 

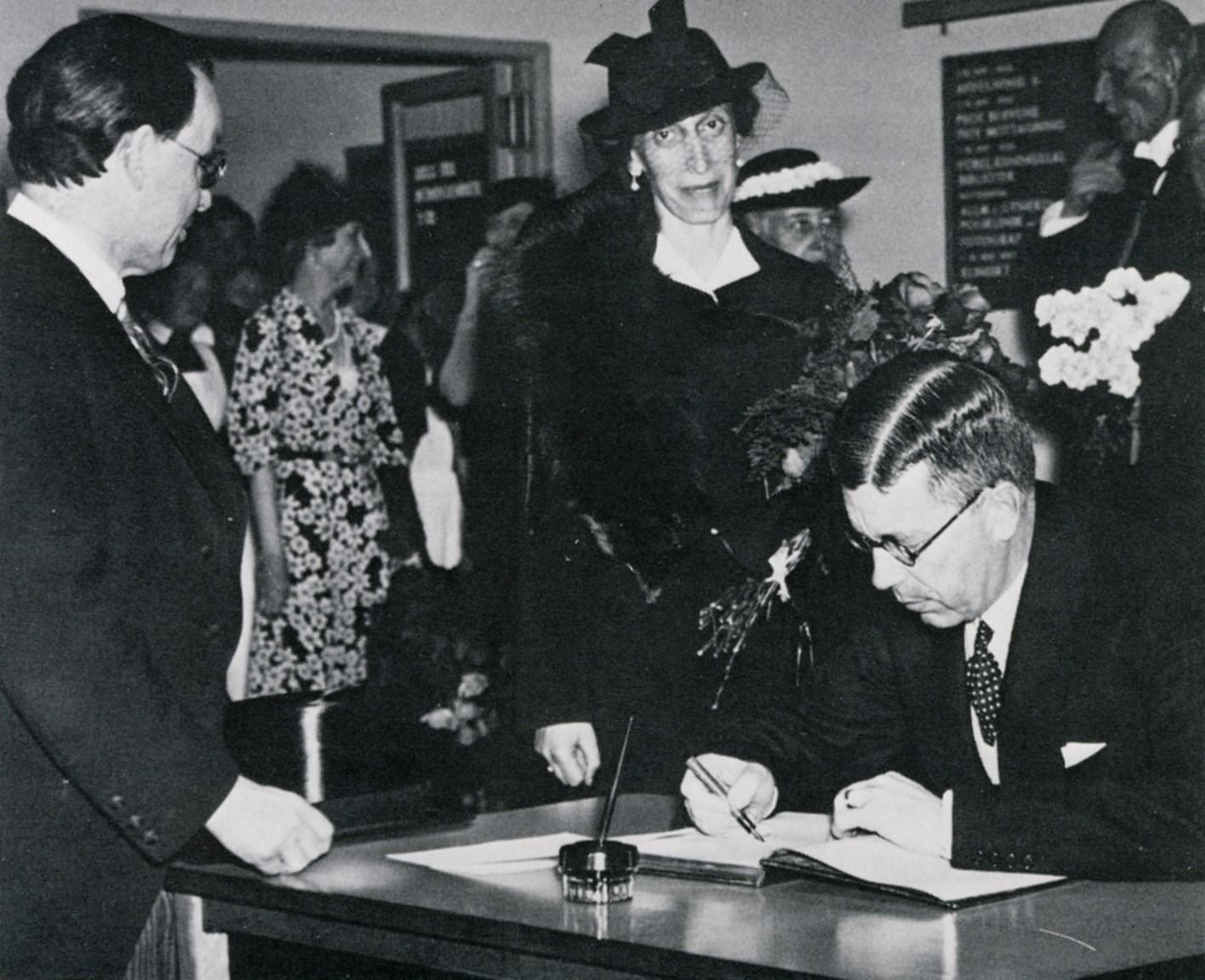
Invigningen av nya Radiumhemmet 1938 genom kronprins Gustaf Adolf. T.v. står Elis Berven

Den 11 juni 1938 kunde kronprins Gustaf Adolf inviga den nya cancerkliniken på Karolinska sjukhusets område, och lokalerna vid Fjällgatan lämnades. En minnestavla i huvudentrén med följande inskription påminner om denna dag.
| ” | "Under beskydd och stöd av Sveriges ädla konungapar lades i vårt land en fast grund för strålbehandlingen vid kräfta. Ett vittnesbörd därom är denna konung Gustav V:s Jubileumsklinik till de kräftsjukas hjälp och värn. Ett hem för strålforskningen." | „ |

När Jubileumskliniken i Solna invigdes var det Sveriges mest påkostade och moderna sjukhus. Det gällde även strålskyddet för personalen. Gösta Forssell var drivande kraft för att förbättra säkerheten för personalen. På Scheelegatan hade det bara funnits en flyttbar skärm, och två av de första röntgensjuksköterskorna drabbades av strålskador. På den nya röntgenavdelningen var väggar och dörrar klädda med 5 mm blyplåt och bjälklagen kunde absorbera en stor del av strålningen. Personalen som arbetade med radium och röntgen hade två månaders semester (uppdelad på sommar och vinter).
Byggnadens strama funktionalistiska tegelarkitektur gestaltades av Carl Westman. Han stod även som arkitekt för hela Karolinska sjukhuset. Arbetet påbörjades av Westman och ansvaret övertogs efter hans bortgång 1936 av Sven Ahlbom. En glasad ljusgård utgjorde då som nu den centrala vänthallen. Carl Westman hade även ritat möbler och specialdesignat sjukhussängarna. För den konstnärliga utsmyckningen stod bland andra Carl Eldh. 

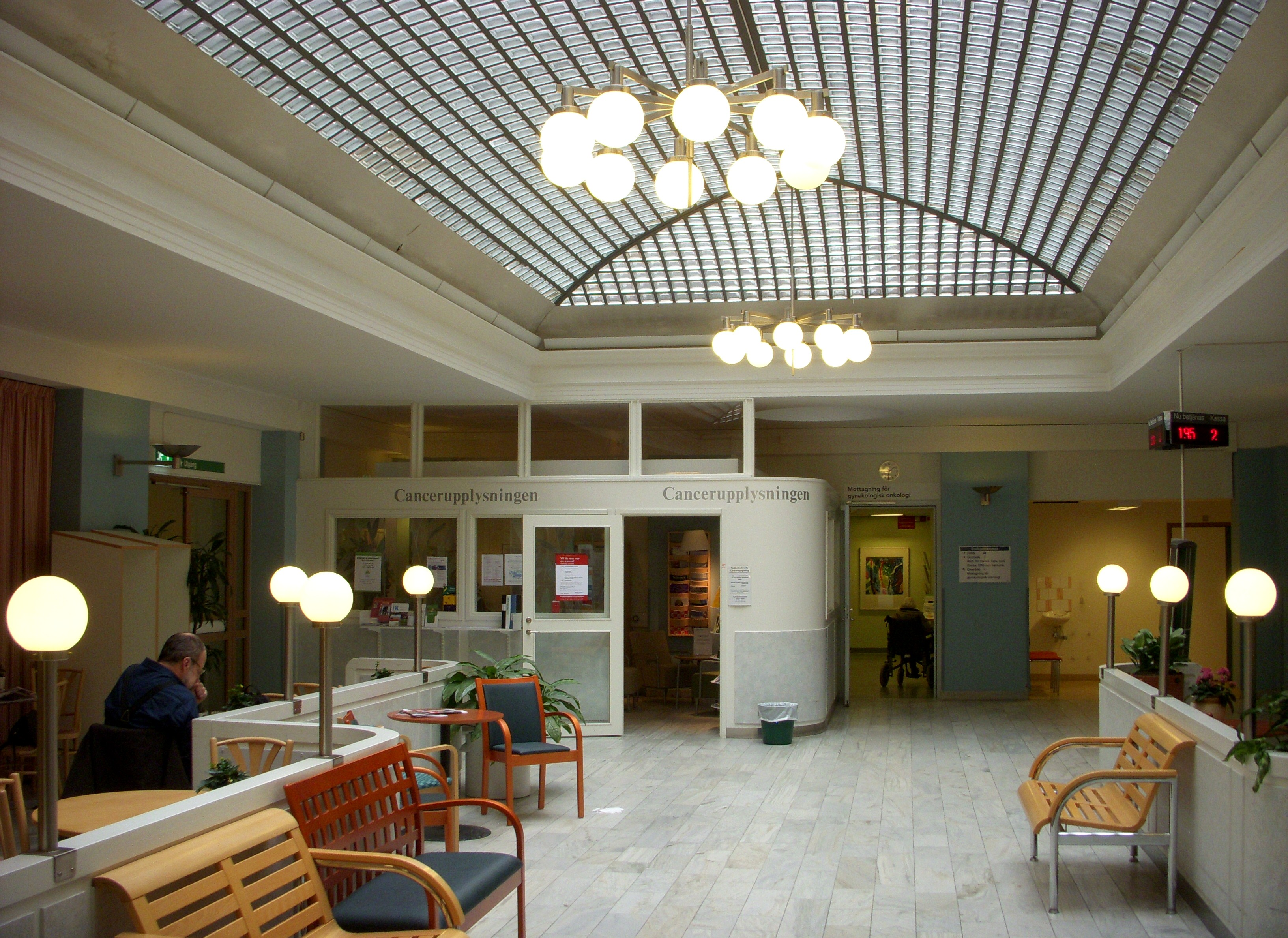
Radiumhemmets centrala vänthall, 2010

I nya huset fanns fem vårdavdelningar med 113 vårdplatser. Personalen uppgick till 152 personer, varav tolv läkare. Röntgenavdelningen bestod av åtta behandlingsrum och radiumavdelningen av två terapienheter. De två radiumapparaterna hade konstruerats av Rolf Sievert. Invigningsåret 1938 gav man 26 075 röntgenbehandlingar och 9 263 radiumbehandlingar. Det totala antalet poliklinikbesök var 25 814 patienter (ca 85 per dag).

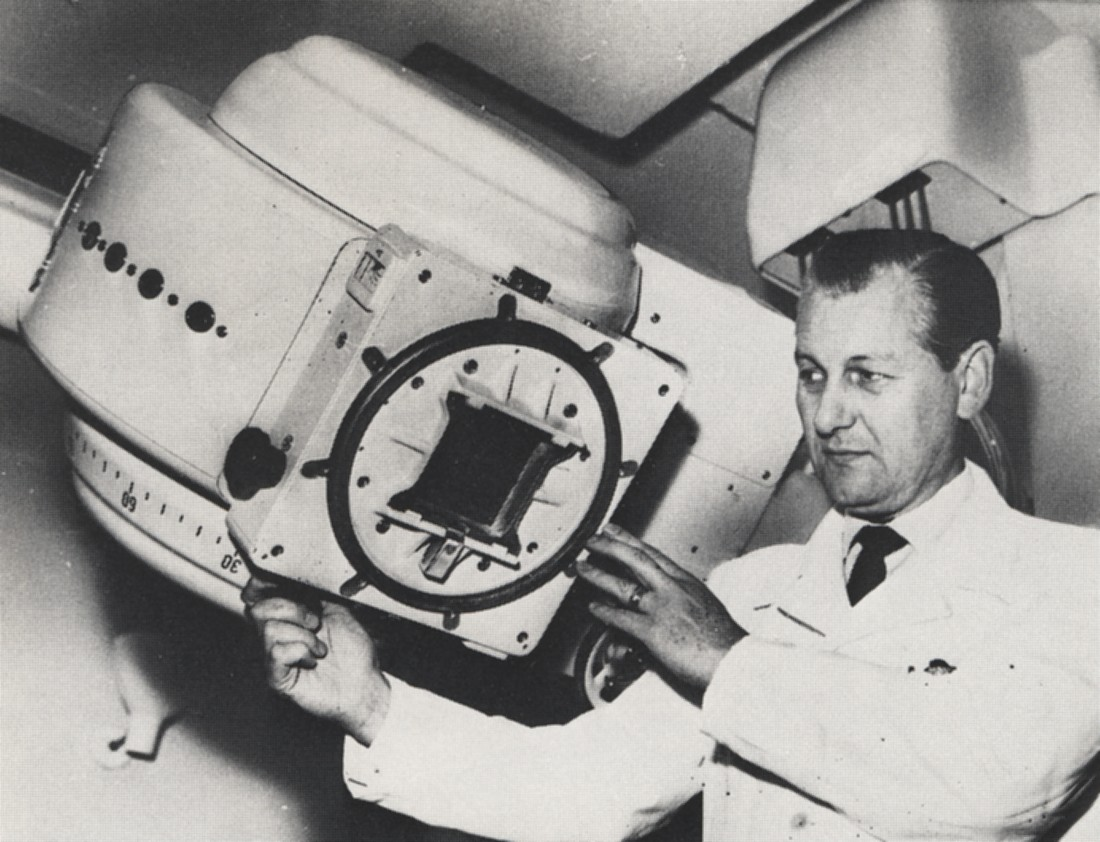
Radiumhemmets gammatron, 1958

Under 1950- och 60-talen gjordes omfattande ombyggnader och moderniseringar på Radiumhemmet. Äldre behandlingsapparater ersattes med modernare koboltapparater, linjäracceleratorer och gammatron. År 1968 invigdes en ny byggnad kallad "Högvoltsstationen". Rolf Sievert var chef för den "Radiofysiska institutionen" till sin pensionering 1965 och efterträddes av Rune Walstam.
På 1950-talet introducerades även medicinsk behandling av tumörer och cytologisk diagnostik, och vid sidan om strålbehandling infördes nu kemoterapi på Radiumhemmet. En överläkarbefattning i cytologi inrättades 1958 med hjälp av medel ur Konung Gustaf V:s Jubileumsfond.
En förgrundsgestalt i Radiumhemmets verksamhet var Jerzy Einhorn, som i juni 1967 tillträdde tjänsten som chef för Radiumhemmet och överläkare för den allmänna avdelningen. Då hade Radiumhemmet 156 vårdplatser. År 1985 invigde drottning Silvia det ombyggda Radiumhemmet. 1986 blev Nina Einhorn chef för gynekologiska kliniken på Radiumhemmet. Under sin tid som chef för Radiumhemmet fick Jerzy Einhorn uppleva hårda besparingar och nedbantningar, vilket ledde till engagerade protester både privat, som läkare och som politiker (han var riksdagsledamot för Kristdemokraterna 1991–1994). Även personalen gjorde uppror. Paret Einhorn gick 1992 i pension. Som ny chef tillträdde Ulrik Ringborg och 1995 blev han divisionschef; då hade Radiumhemmets antal vårdplatser bantats till 78, endast 60 under helgerna.

## Radiumhemmet idag

### Strålbehandling

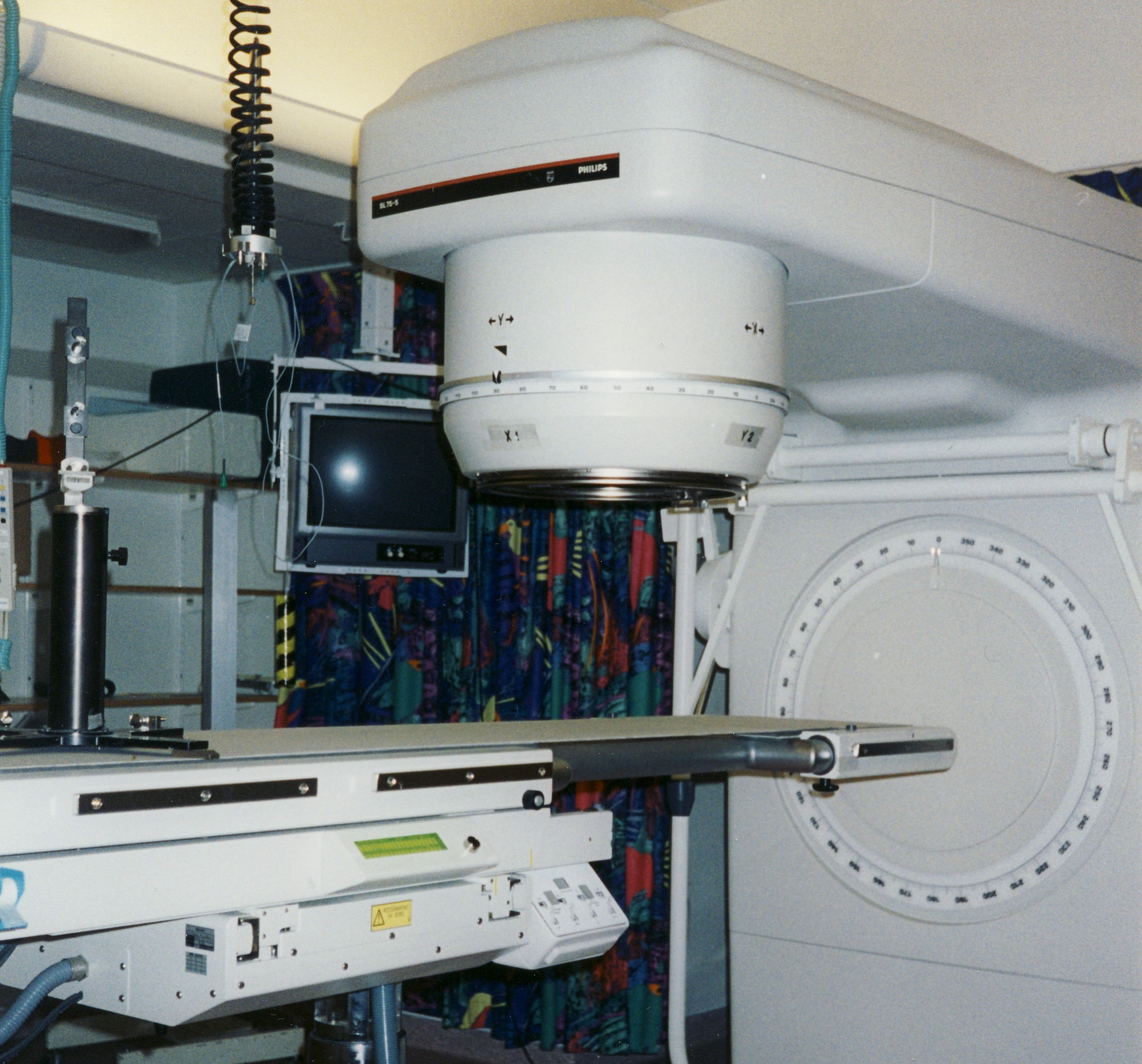
En av Radiumhemmets linjäracceleratorer, 2001.

Radiumhemmets och onkologklinikens nuvarande chef (2011) är professor Roger Henriksson. År 2011 hade Radiumhemmet fyra sektioners öppenvårdsverksamhet och tre slutenvårdsavdelningar, med totalt 50 vårdplatser. För strålbehandlingen förfogar Radiumhemmet över åtta linjäracceleratorer (populärt kallade ”strålkanoner”) för extern strålbehandling, en datortomograf (CT) och en konventionell simulator för förberedande arbetsuppgifter. Därutöver finns en strålterapiavdelning med tre behandlingsrum. 
Verksamheten på Södersjukhuset (SöS) har fyra sektioners öppenvårdsverksamhet och en slutenvårdsavdelning, med totalt 22 vårdplatser. Strålbehandlingen förfogar över fyra linjäracceleratorer, en CT, en konventionell simulator och ett strålterapirum. På avdelningen arbetar läkare, specialutbildade sjuksköterskor, undersköterskor, sjukhusfysiker och ingenjörer. Under 2008 fick sammanlagt ca 5 000 patienter extern strålbehandling på de båda enheterna.
På många år har strålutrustningen dock inte förnyats. Den äldsta apparaten är över 18 år gammal. En normal livslängd för en ”strålkanon” är runt tio år. Besparingar har lett till driftstopp och att inte alla linjeacceleratorer kan användas samtidigt, vilket har lett till protester från cancerpatienter som får finna sig i att vänta eller skickas till andra delar av landet för behandling.

### Medicinsk behandling
På Radiumhemmet finns två öppenvårdsavdelningar dit patienter kommer polikliniskt för medicinsk, onkologisk behandling. På dessa två enheter ges sammanlagt cirka 300 behandlingar per vecka. Huvuddelen av behandlingarna består av cytostatikabehandlingar (så kallad ”kemoterapi”, eller ”cellgiftsbehandling”).

### Radiumhemmets forskningsfonder
Radiumhemmets forskningsfonder består av Cancerföreningen i Stockholm, som instiftades 1910, och stiftelsen Konung Gustaf V:s Jubileumsfond från 1928. Fonderna stöder patientnära, klinisk forskning med bättre behandling och tidigare upptäckt av cancer som främsta mål. Fonderna delar årligen ut cirka 40 miljoner kronor i forskningsstöd.